# Pertusaria asiana
Pertusaria asiana är en lavart som beskrevs av Vain. Pertusaria asiana ingår i släktet Pertusaria och familjen Pertusariaceae.   Inga underarter finns listade i Catalogue of Life.